# Cshang-tong állomás
Cshang-tong (Chang-dong) állomás föld feletti metróállomás a szöuli metró 1-es és 4-es vonalán. Egyúttal a hagyományos Kjongvon (Gyeongwon) vasútvonal állomása is.

## Viszonylatok
| 1-es vonal                                           | 1-es vonal                         | 1-es vonal                                        |
| ---------------------------------------------------- | ---------------------------------- | ------------------------------------------------- |
| Panghak (Banghak) Szojoszan (Soyosan) felé           | Kjongvon (Gyeongwon) személyvonat  | Nokcshon (Nokcheon) Incshon (Incheon) felé        |
| Tobongszan (Dobongsan) Tonducshon (Dongducheon) felé | Kjongvon (Gyeongwon) expresszvonat | Kvangun (Gwangun) Egyetem Incshon (Incheon) felé  |
| 4-es vonal                                           |                                    |                                                   |
| Novon (Nowon) Tanggoge (Danggogae) felé              | személy- és expresszvonat          | Sszangmun (Ssangmun) Oido felé                    |
| Korail                                               |                                    |                                                   |
| Nokcshon (Nokcheon) Jongszan (Yongsan) felé          | Kjongvon (Gyeongwon) vonal         | Panghak (Banghak) Pengmagodzsi (Baengmagoji) felé |